# Conus gubernator
Espèce
Statut de conservation UICN

 LC  : Préoccupation mineure
Conus gubernator est une espèce de mollusques gastéropodes marins de la famille des Conidae.
Comme toutes les espèces du genre Conus, ces escargots sont prédateurs et venimeux. Ils sont capables de « piquer » les humains et doivent donc être manipulés avec précaution, voire pas du tout.

## Description
La taille de la coquille varie entre 50 mm et 106 mm. Les whorls de la spire sont carénés, cannelés et striés. Ils sont tessellés de châtaigne. Le verticille est blanc rosé, troublé longitudinalement de marron ou de chocolat, souvent obscurément bi-bandes. Il y a plusieurs sillons distants vers la base. 

## Distribution
Cette espèce marine est présente dans l'océan Indien occidental au large de Madagascar, Tanzanie, Maurice, archipel des Chagos et du Mascareignes. et du bassin des Mascareignes.

### Niveau de risque d’extinction de l’espèce
Selon l'analyse de l'UICN réalisée en 2011 pour la définition du niveau de risque d'extinction, cette espèce est très répandue et se trouve dans l'Océan Indien occidental et central à partir du Natal, de l'Afrique du Sud et de Madagascar. On la trouve également dans le sud de l'Inde et au Sri Lanka et elle vit dans une variété d'habitats à travers l'océan Indien. Il n'y a actuellement aucune menace connue pour sa population. Elle a donc été évaluée comme étant de préoccupation mineure.<span style="font-weight : bold ;".

## Taxonomie

### Publication originale
L'espèce Conus gubernator a été décrite pour la première fois en 1792 par le conchyliologiste danois Christian Hee Hwass (1731-1803) dans la publication intitulée « Encyclopédie méthodique ou par ordre de matières Histoire naturelle des vers - volume 1 » écrite par le naturaliste français Jean-Guillaume Bruguière (1750-1798),.

### Synonymes
- Conus (Pionoconus) gubernator Hwass, 1792 · appellation alternative
- Conus boivini Kiener, 1846 · non accepté
- Conus gubernator f. veillardi da Motta, 1990 · non accepté
- Conus sutoreanus Weinkauff, 1875 · non accepté
- Conus sutorianus Weinkauff, 1874 · non accepté
- Conus terminus Lamarck, 1822 · non accepté
- Conus veillardi da Motta, 1990 · non accepté
- Pionoconus gubernator (Hwass, 1792) · non accepté

### Formes
- Conus gubernator f. veillardi da Motta, 1990, accepté en tant que Conus gubernator Hwass, 1792

## Identifiants taxonomiques
Chaque taxon catalogué par les bases de données biologiques et taxonomiques possède un identifiant qui permet d'établir un point de référence. Les identifiants de Conus gubernator dans les principales bases sont les suivants :
BOLD : 596854 - CoL : XXJ9 - GBIF : 5728398 - iNaturalist : 432001 - IRMNG : 11061994 - NCBI : 536417 - TAXREF : 155513 - UICN : 192533 - WoRMS : 215513 - ZOBODAT : 120357